# Tasmanapis
Tasmanapis là một chi nhện trong họ Anapidae.